# Omastiná

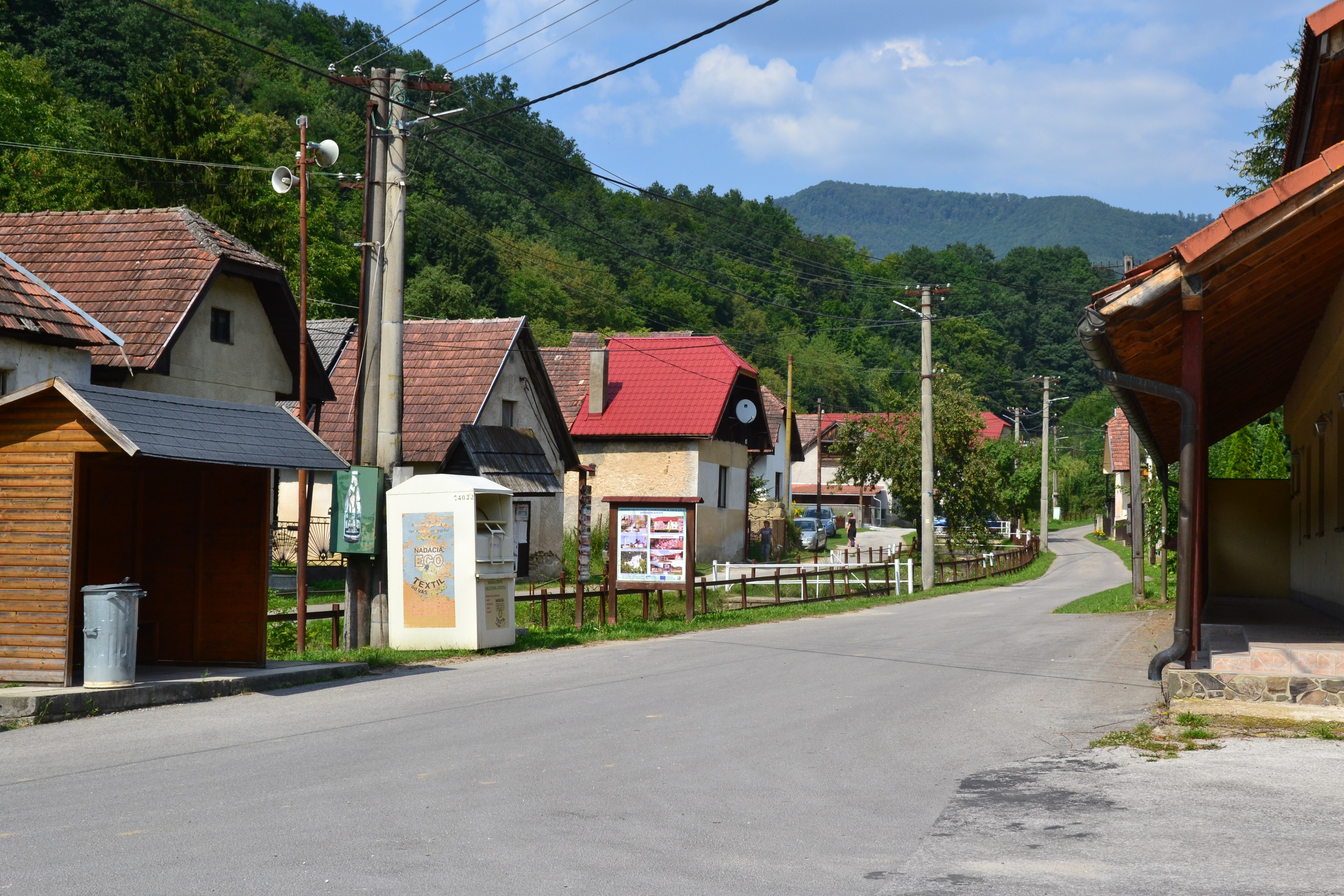
Omastiná (2020)

Omastiná (ungarisch Csermely – bis 1907 Omasztina) ist eine Gemeinde im Westen der Slowakei mit 42 Einwohnern (Stand 31. Dezember 2024), die zum Okres Bánovce nad Bebravou, einem Teil des Trenčiansky kraj, gehört.

## Geographie
Die Gemeinde befindet sich am Übergang vom Nordrand des Hügellands Nitrianska pahorkatina in das Gebirge Strážovské vrchy, am Bach Omastiná im Einzugsgebiet der Bebrava. Das Ortszentrum liegt auf einer Höhe von 300 m n.m. und ist 14 Kilometer von Bánovce nad Bebravou entfernt.
Nachbargemeinden sind Kšinná im Norden, Rudnianska Lehota im Nordosten, Nitrianske Rudno im Osten, Uhrovské Podhradie im Süden und Žitná-Radiša im Westen.

## Geschichte
Das heutige Gemeindegebiet wurde in der Jungsteinzeit besiedelt, in der Höhle Vlčí dol gab es eine Siedlung der Linearbandkeramischen Kultur. Weiter gab es Funde der Lausitzer Kultur sowie Überreste aus der Zeit der slawischen Besiedlung zwischen dem 10. und 12. Jahrhundert.
Omastiná wurde zum ersten Mal 1389 als Lehota schriftlich erwähnt und war Bestandteil des Herrschaftsgebiets der Burg Uhrovec. Später überlieferte Namen sind unter anderen Lyhotka (1481), Mazna Lehota (1483), Omazchyna Lhota (1485), Omastina Lehota (1598) und Omastina (1808). 1598 gab es 11 Häuser im Ort, 1720 stand ein Meierhof in Omastiná, 1784 hatte die Ortschaft 35 Häuser, 50 Familien und 287 Einwohner, 1828 zählte man 27 Häuser und 278 Einwohner, die als Landwirte beschäftigt waren. Im 19. Jahrhundert arbeiteten drei Kalksteinbrüche in der Gegend.
Bis 1918 gehörte der im Komitat Trentschin liegende Ort zum Königreich Ungarn und kam danach zur Tschechoslowakei beziehungsweise heute Slowakei. Am 7. November 1944, kurz nach der Niederschlagung des Slowakischen Nationalaufstandes, besetzte die deutsche Wehrmacht das Dorf, zündete neun Häuser an, tötete 23 Einwohner und nahm 42 Einwohner in Gefangenschaft.

## Bevölkerung
| Jahr                | 1994 | 2004     | 2014    | 2024    |
| ------------------- | ---- | -------- | ------- | ------- |
| Anzahl der Personen | 80   | 43       | 39      | 42      |
| Unterschied         |      | −46,25 % | −9,30 % | +7,69 % |

| Jahr                | 2023 | 2024    |
| ------------------- | ---- | ------- |
| Anzahl der Personen | 41   | 42      |
| Unterschied         |      | +2,43 % |

Nach der Volkszählung 2011 wohnten in Omastiná 41 Einwohner, alle davon Slowaken.
31 Einwohner bekannten sich zur Evangelischen Kirche A. B. und acht Einwohner zur römisch-katholischen Kirche. Ein Einwohner war konfessionslos und bei einem Einwohner wurde die Konfession nicht ermittelt.